# Liste des localités désignées d'Alberta

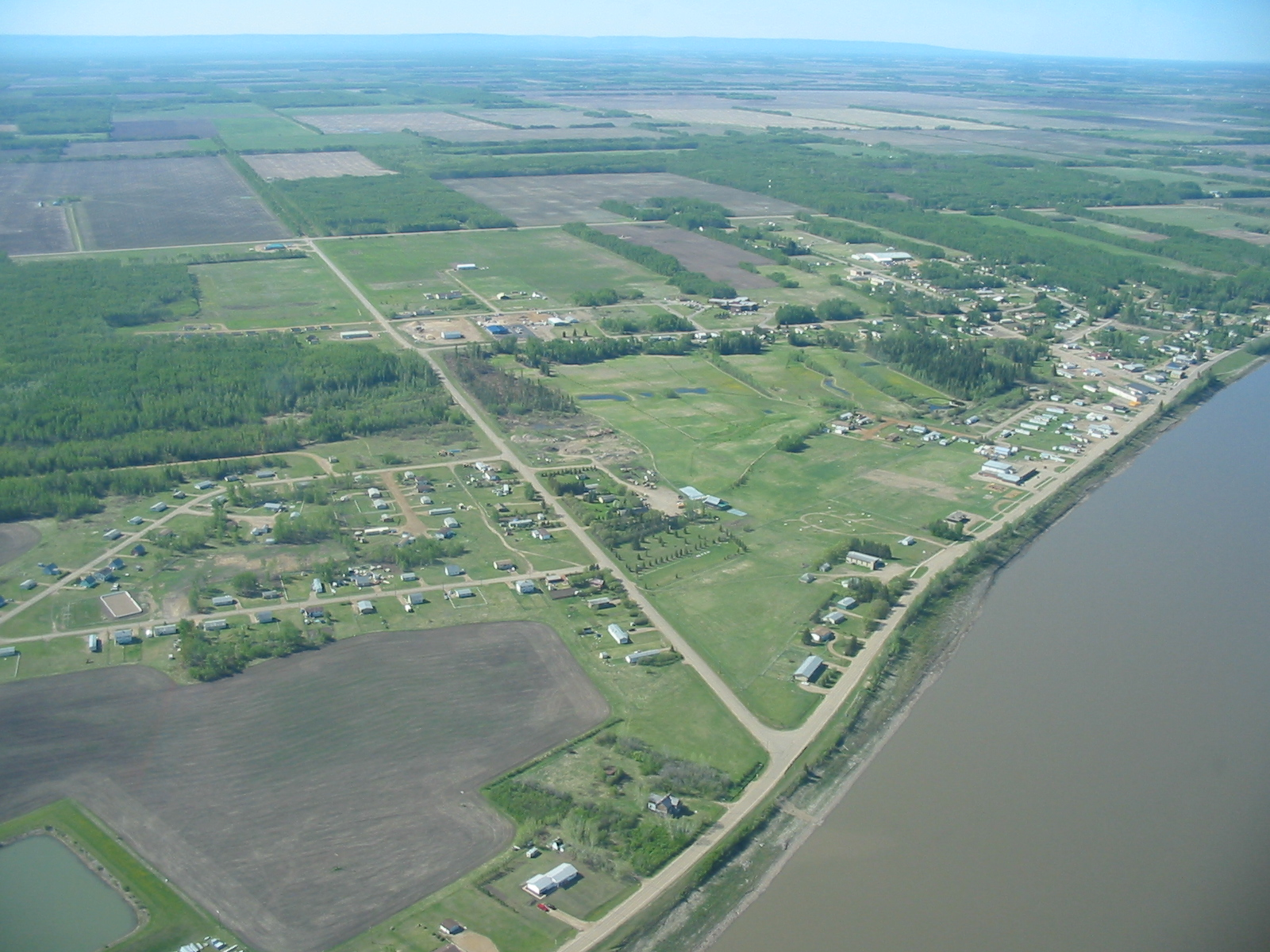
Vue aérienne de la localité désignée Fort Vermilion.

Une localité désignée est un type de communauté ou de région démographique identifiée par Statistique Canada à des fins statistiques. Il s'agit habituellement d'une petite collectivité qui ne satisfait pas aux critères utilisés pour définir les municipalités incorporées ou des centres de population de Statistique Canada (zones avec une population d'au moins 1 000 habitants et pas moins de 400 habitants au kilomètre carré).
Les localités désignées sont établies par les provinces et les territoires, en collaboration avec Statistique Canada afin de fournir des données pour les régions inframunicipales. Elles existent depuis 1996.
Selon le recensement du Canada de 2011, l'Alberta comptait 261 localités désignées avec une population cumulée de 46 510 habitants, la plus peuplée est Wabasca avec une population de 1 302 habitants.

## Liste des localités désignées
| Localité désignée                | Municipalité                                     | Population (2011) | Population (2006) | Remarques |
| -------------------------------- | ------------------------------------------------ | ----------------- | ----------------- | --- |
| Acadia Valley                    | Acadia no 34, district municipal de              | 137               | 140               | |
| Alder Flats                      | Wetaskiwin no 10, comté de                       | 152               | 148               | |
| Antler Lake                      | Strathcona, comté de                             | 454               | 431               | |
| Anzac                            | Wood Buffalo, municipalité régionale de          | 585               | 601               | |
| Ardenode                         | Wheatland, comté de                              | 0                 | 0                 | |
| Ardmore                          | Bonnyville no 87, district municipal de          | 333               | 314               | |
| Armena                           | Camrose, comté de                                | 47                | 50                | |
| Artists View Park West           | Rocky View, comté de                             | 77                | 70                | |
| Ashmont                          | Saint-Paul no 19, comté de                       | 188               | 149               | |
| Atmore                           | Athabasca, Comté de                              | 20                | 20                | |
| Balmoral NW                      | Red Deer, Comté de                               | 35                | 25                | |
| Balmoral SE                      | Red Deer, Comté de                               | 58                | 70                | |
| Beaver Lake                      | Lac La Biche, comté de                           | 496               | 265               | |
| Beaver Mines                     | Pincher Creek no 9, district municipal de        | 80                | 71                | |
| Benalto                          | Red Deer, Comté de                               | 175               | 133               | |
| Benchlands                       | Bighorn no 8, district municipal de              | 42                | 49                | |
| Bezanson                         | Grande Prairie no 1, comté de                    | 121               | 137               | |
| Birch Hill Park                  | Parkland, comté de                               | 115               | 118               | |
| Bircham                          | Kneehill, comté de                               | 5                 | 10                | |
| Blackfoot                        | Vermilion River, comté de                        | 269               | 159               | |
| Blackie                          | Foothills no 31, district municipal de           | 343               | 342               | |
| Blue Ridge                       | Woodlands, comté de                              | 239               | 208               | |
| Bluesky                          | Fairview no 136, district municipal de           | 164               | 258               | |
| Bluffton                         | Ponoka, Comté de                                 | 152               | 146               | |
| Bone Town                        | Lac La Biche, comté de                           | 88                | 67                | |
| Bragg Creek                      | Rocky View, comté de                             | 595               | 550               | |
| Braim                            | Camrose, comté de                                | 84                | 83                | |
| Bristol Oakes                    | Sturgeon, comté de                               | 292               | 260               | |
| Brownvale                        | Peace no 135, district municipal de              | 125               | 109               | |
| Brule                            | Yellowhead, district municipal de                | 76                | 0                 | |
| Buck Lake                        | Wetaskiwin no 10, comté de                       | 75                | 129               | |
| Buffalo Lake                     | Smoky Lake, comté de                             | 492               | 248               | Également appelé établissement métis de Buffalo Lake (Buffalo Lake Métis Settlement). |
| Busby                            | Westlock, comté de                               | 98                | 90                | |
| Byemoor                          | Stettler no 6, comté de                          | 35                | 50                | |
| Cadogan                          | Provost no 52, district municipal de             | 112               | 132               | |
| Cadomin                          | Yellowhead, district municipal de                | 36                | 56                | |
| Cadotte Lake                     | Northern Sunrise, comté de                       | 39                | 0                 | |
| Calahoo                          | Sturgeon, comté de                               | 187               | 197               | |
| Calling Lake                     | Opportunity no 17, district municipal de         | 189               | 182               | Une des deux parties de Calling Lake. |
| Canyon Creek                     | Lesser Slave River no 124, district municipal de | 259               | 228               | |
| Canyon Heights                   | Red Deer, Comté de                               | 92                | 87                | |
| Carbondale                       | Sturgeon, comté de                               | 86                | 60                | |
| Carseland                        | Wheatland, comté de                              | 568               | 588               | |
| Cayley                           | Foothills no 31, district municipal de           | 265               | 325               | |
| Central Park                     | Red Deer, Comté de                               | 79                | 85                | |
| Centre Calling Lake              | Opportunity no 17, district municipal de         | 180               | 151               | Une des deux parties de Calling Lake. |
| Chancellor                       | Wheatland, comté de                              | 5                 | 5                 | |
| Cheadle                          | Wheatland, comté de                              | 84                | 69                | |
| Chin                             | Lethbridge, comté de                             | 48                | 45                | |
| Chipewyan Lake                   | Opportunity no 17, district municipal de         | 38                | 83                | |
| Chisholm                         | Lesser Slave River no 124, district municipal de | 15                | 20                | |
| Clandonald                       | Vermilion River, comté de                        | 109               | 124               | |
| Clearwater Estates               | Parkland, comté de                               | 69                | 71                | |
| Cluny                            | Wheatland, comté de                              | 60                | 60                | |
| Cochrane Lake Subd.              | Rocky View, comté de                             | 136               | 182               | Fait partie du hameau de Cochrane Lake. |
| Colinton                         | Athabasca, Comté de                              | 215               | 187               | |
| Collingwood Cove                 | Strathcona, comté de                             | 331               | 345               | |
| Conklin                          | Wood Buffalo, municipalité régionale de          | 211               | 199               | |
| Crystal Meadows                  | Parkland, comté de                               | 127               | 127               | |
| Dapp                             | Westlock, comté de                               | 34                | 26                | |
| Dawn Valley                      | Parkland, comté de                               | 202               | 194               | |
| DeBolt                           | Greenview no 16, district municipal de           | 133               | 128               | Appelé par erreur Debolt par Statistique Canada. |
| Desmarais                        | Opportunity no 17, district municipal de         | 138               | 82                | |
| Devonshire Meadows               | Parkland, comté de                               | 147               | 159               | |
| Diamond City                     | Lethbridge, comté de                             | 162               | 162               | |
| Dickson                          | Red Deer, Comté de                               | 60                | 77                | |
| Dixonville                       | Northern Lights, comté de                        | 104               | 121               | |
| Donatville                       | Athabasca, Comté de                              | 5                 | 0                 | |
| Duhamel                          | Camrose, comté de                                | 30                | 35                | |
| Dunmore                          | Cypress, comté de                                | 502               | 534               | |
| Eaglesham                        | Birch Hills, comté de                            | 119               | 112               | |
| East Coulee                      | Drumheller                                       | 140               | 177               | |
| East Prairie                     | Big Lakes, district municipal de                 | 366               | 352               | Également appelé établissement métis d'East Prairie (East Prairie Métis Settlement). |
| Eastview Acres                   | Lethbridge, comté de                             | 15                | 43                | |
| Eldoes Trailer Park (en)         | Grande Prairie no 1, comté de                    | 0                 | 179               | |
| Elizabeth (en)                   | Bonnyville no 87, district municipal de          | 654               | 663               | Également appelé établissement métis d'Elizabeth (Elizabeth Métis Settlement). |
| Elkwater                         | Cypress, comté de                                | 50                | 107               | |
| Ellscott                         | Athabasca, Comté de                              | 0                 | 5                 | |
| Endiang                          | Stettler no 6, comté de                          | 35                | 35                | |
| Enilda                           | Big Lakes, district municipal de                 | 165               | 160               | |
| Erin Estates                     | Parkland, comté de                               | 78                | 82                | |
| Erskine                          | Stettler no 6, comté de                          | 290               | 325               | |
| Evansburg                        | Yellowhead, district municipal de                | 880               | 879               | |
| Exshaw                           | Bighorn no 8, district municipal de              | 362               | 382               | |
| Faust                            | Big Lakes, district municipal de                 | 275               | 317               | |
| Fawcett                          | Westlock, comté de                               | 73                | 79                | |
| Ferrier Acres Trailer Court      | Clearwater, comté de                             | 239               | 380               | Également appelé Ferrier. |
| Fishing Lake                     | Bonnyville no 87, district municipal de          | 436               | 484               | Également appelé établissement métis de Fishing Lake (Fishing Lake Métis Settlement). |
| Flatbush                         | Lesser Slave River no 124, district municipal de | 30                | 30                | |
| Fleming Park                     | Parkland, comté de                               | 121               | 121               | |
| Flyingshot Lake                  | Grande Prairie no 1, comté de                    | 263               | 253               | |
| Fort Chipewyan                   | Wood Buffalo, municipalité régionale de          | 847               | 756               | |
| Fort Kent                        | Bonnyville no 87, district municipal de          | 220               | 200               | |
| Fort Vermilion                   | Mackenzie, comté de                              | 727               | 714               | |
| Frank                            | Col du Nid de Corbeau                            | 112               | 127               | |
| Gainford                         | Parkland, comté de                               | 132               | 132               | |
| Garden Grove Estates             | Parkland, comté de                               | 285               | 262               | |
| Gift Lake part A (en)            | Big Lakes, district municipal de                 | 662               | 820               | Une des deux parties de l'établissement métis de Gift Lake. |
| Gift Lake part B (en)            | Northern Sunrise, comté de                       | 0                 | 0                 | Une des deux parties de l'établissement métis de Gift Lake. |
| Gleichen                         | Wheatland, comté de                              | 336               | 348               | |
| Glory Hills                      | Sturgeon, comté de                               | 206               | 212               | |
| Grandmuir Estates                | Parkland, comté de                               | 67                | 71                | |
| Grassland                        | Athabasca, Comté de                              | 94                | 73                | |
| Grassy Lake                      | Taber, district municipal de                     | 649               | 443               | |
| Green Acre Estates               | Parkland, comté de                               | 152               | 140               | |
| Gregoire Lake Estates            | Wood Buffalo, municipalité régionale de          | 188               | 192               | |
| Grouard Mission                  | Big Lakes, district municipal de                 | 303               | 322               | Également appelé Grouard. |
| Gunn                             | Lac Sainte-Anne, comté de                        | 0                 | 93                | |
| Gwynne                           | Wetaskiwin no 10, comté de                       | 88                | 97                | |
| Half Moon Estates                | Strathcona, comté de                             | 250               | 242               | Également appelé Half Moon Lake. |
| Harvie Heights                   | Bighorn no 8, district municipal de              | 175               | 207               | |
| Haynes                           | Lacombe, comté de                                | 15                | 25                | |
| Hayter                           | Provost no 52, district municipal de             | 103               | 133               | |
| Herder                           | Red Deer, Comté de                               | 55                | 59                | |
| Heritage Woods                   | Rocky View, comté de                             | 103               | 108               | |
| Hesketh                          | Kneehill, comté de                               | 15                | 15                | |
| Hewitt Estates                   | Sturgeon, comté de                               | 97                | 142               | |
| High Point Estates               | Rocky View, comté de                             | 100               | 98                | |
| Hilda                            | Cypress, comté de                                | 37                | 45                | |
| Hillcrest Mines                  | Col du Nid de Corbeau                            | 354               | 564               | Également appelé Hillcrest. |
| Hobbema                          | Ponoka, Comté de                                 | 0                 | 61                | Également appelé Maskwacis. |
| Hu Haven                         | Sturgeon, comté de                               | 118               | 118               | |
| Hubbles Lake                     | Parkland, comté de                               | 198               | 203               | |
| Huxley                           | Kneehill, comté de                               | 85                | 89                | |
| Iron Springs                     | Lethbridge, comté de                             | 93                | 72                | |
| Islay                            | Vermilion River, comté de                        | 208               | 189               | |
| Janvier South                    | Wood Buffalo, municipalité régionale de          | 104               | 0                 | |
| Jarvie                           | Westlock, comté de                               | 113               | 114               | |
| Joffre                           | Lacombe, comté de                                | 172               | 166               | |
| Johnson's Addition               | Taber, district municipal de                     | 28                | 35                | |
| Josephburg                       | Strathcona, comté de                             | 142               | 154               | |
| Joussard                         | Big Lakes, district municipal de                 | 181               | 234               | |
| Kelsey                           | Camrose, comté de                                | 15                | 10                | |
| Kikino part A (en)               | Smoky Lake, comté de                             | 959               | 393               | Une des deux parties de l'établissement métis de Kikino. |
| Kikino part B (en)               | Lac La Biche, comté de                           | 5                 | 5                 | Une des deux parties de l'établissement métis de Kikino. |
| Kingman                          | Camrose, comté de                                | 90                | 87                | |
| Kountry Meadows                  | Red Deer, Comté de                               | 228               | 252               | Également appelé Kountry Meadows Estates. |
| La Crete                         | Mackenzie, comté de                              | 523               | 678               | La localité désignée de La Crete ne couvre qu'une partie du hameau de La Crete. |
| La Glace                         | Grande Prairie no 1, comté de                    | 181               | 205               | |
| Lac des Arcs                     | Bighorn no 8, district municipal de              | 144               | 127               | |
| Langdon                          | Rocky View, comté de                             | 250               | 215               | La localité désignée de Langdon ne couvre qu'une partie du hameau de Langdon. |
| Les Trailer Park                 | Red Deer, Comté de                               | 140               | 154               | |
| Leslieville                      | Clearwater, comté de                             | 239               | 232               | |
| Linn Valley                      | Red Deer, Comté de                               | 212               | 226               | |
| Lodgepole                        | Brazeau, comté de                                | 125               | 156               | |
| Long Lake                        | Thorhild, comté de                               | 74                | 101               | |
| Lousana                          | Red Deer, Comté de                               | 46                | 50                | |
| Lower Manor Estates              | Sturgeon, comté de                               | 87                | 85                | |
| Lowland Heights                  | Pincher Creek no 9, district municipal de        | 32                | 45                | |
| Lundbreck                        | Pincher Creek no 9, district municipal de        | 244               | 280               | |
| Lyalta                           | Wheatland, comté de                              | 26                | 22                | |
| MacKay                           | Yellowhead, district municipal de                | 5                 | 30                | Appelé par erreur Mackay par Statistique Canada. |
| Mallaig                          | Saint-Paul no 19, comté de                       | 173               | 234               | |
| Markerville                      | Red Deer, Comté de                               | 42                | 50                | |
| Marlboro                         | Yellowhead, district municipal de                | 80                | 156               | |
| Martins Trailer Court            | Clearwater, comté de                             | 125               | 118               | |
| McDermott                        | Lethbridge, comté de                             | 68                | 51                | |
| McNabb's                         | Athabasca, Comté de                              | 59                | 65                | |
| Meanook                          | Athabasca, Comté de                              | 25                | 15                | |
| Meeting Creek                    | Camrose, comté de                                | 20                | 23                | |
| Meso West                        | Parkland, comté de                               | 310               | 338               | |
| Mirror                           | Lacombe, comté de                                | 468               | 481               | |
| Monarch                          | Lethbridge, comté de                             | 220               | 185               | |
| Moon River Estates               | Willow Creek no 26, district municipal de        | 127               | 125               | |
| Morningside                      | Lacombe, comté de                                | 95                | 107               | |
| Mountain View                    | Cardston, comté de                               | 80                | 20                | |
| Mulhurst part A                  | Wetaskiwin no 10, comté de                       | 295               | 324               | Une des deux parties de Mulhurst Bay. |
| Mulhurst part B                  | Argentia Beach                                   | 0                 | 10                | Une des deux parties de Mulhurst Bay. |
| Namaka                           | Wheatland, comté de                              | 71                | 64                | |
| Namao                            | Sturgeon, comté de                               | 357               | 349               | Cette localité désignée est différente de celle du hameau du même nom. Elle comprend les lotissements résidentiels de Namao Ridge et Sturgeon View Estates à environ 5 km au nord du hameau de Namao. |
| Nestow                           | Westlock, comté de                               | 10                | 15                | |
| Nevis                            | Stettler no 6, comté de                          | 25                | 35                | |
| Newbrook                         | Thorhild, comté de                               | 95                | 116               | |
| Nightingale                      | Wheatland, comté de                              | 15                | 10                | |
| Niton Junction                   | Yellowhead, district municipal de                | 26                | 119               | |
| Obed                             | Yellowhead, district municipal de                | 17                | 28                | |
| Ohaton                           | Camrose, comté de                                | 120               | 125               | |
| Orton                            | Willow Creek no 26, district municipal de        | 122               | 116               | |
| Osborne Acres                    | Parkland, comté de                               | 104               | 120               | |
| Paddle Prairie                   | Northern Lights, comté de                        | 562               | 216               | Également appelé établissement métis de Paddle Prairie (Paddle Prairie Métis Settlement). |
| Panorama Heights                 | Parkland, comté de                               | 106               | 112               | |
| Patricia                         | Newell, comté de                                 | 108               | 114               | |
| Peavine                          | Big Lakes, district municipal de                 | 690               | 822               | Également appelé établissement métis de Peavine (Peavine Métis Settlement). |
| Peerless Lake                    | Opportunity no 17, district municipal de         | 279               | 455               | |
| Peers                            | Yellowhead, district municipal de                | 108               | 113               | |
| Perryvale                        | Athabasca, Comté de                              | 10                | 10                | |
| Peterburn Estates                | Parkland, comté de                               | 97                | 108               | |
| Pibroch                          | Westlock, comté de                               | 83                | 83                | |
| Pickardville                     | Westlock, comté de                               | 220               | 208               | Appelé par erreur Picardville par Statistique Canada. |
| Pigeon Mountain                  | Bighorn no 8, district municipal de              | 121               | 72                | Également appelé Dead Man's Flats. |
| Pincher Station                  | Pincher Creek no 9, district municipal de        | 25                | 40                | |
| Pine Shadows                     | Yellowhead, district municipal de                | 152               | 131               | |
| Plamondon                        | Lac La Biche, comté de                           | 345               | 335               | |
| Poplar Ridge                     | Red Deer, Comté de                               | 565               | 561               | |
| Prairie Lodge Trailer Court      | Minburn no 27, comté de                          | 37                | 45                | |
| Ralston                          | Cypress, comté de                                | 409               | 336               | |
| Ranfurly                         | Minburn no 27, comté de                          | 69                | 65                | |
| Red Earth Creek                  | Opportunity no 17, district municipal de         | 337               | 267               | |
| Red Willow                       | Stettler no 6, comté de                          | 40                | 45                | |
| Redland                          | Wheatland, comté de                              | 15                | 15                | |
| Reno                             | Northern Sunrise, comté de                       | 5                 | 15                | |
| Riverview Pines Subdivision      | Grande Prairie no 1, comté de                    | 96                | 103               | |
| Robb                             | Yellowhead, district municipal de                | 171               | 186               | |
| Rochester                        | Athabasca, Comté de                              | 101               | 107               | |
| Rolling Heights                  | Newell, comté de                                 | 139               | 136               | |
| Rolling Hills                    | Parkland, comté de                               | 205               | 246               | |
| Rolling Meadows                  | Parkland, comté de                               | 82                | 81                | |
| Rosebud                          | Wheatland, comté de                              | 88                | 109               | |
| Rosedale                         | Drumheller                                       | 335               | 320               | |
| Rossian                          | Lac La Biche, comté de                           | 132               | 87                | |
| Round Hill                       | Camrose, comté de                                | 122               | 138               | |
| Sandy Lake                       | Opportunity no 17, district municipal de         | 68                | 93                | |
| Saprae Creek                     | Wood Buffalo, municipalité régionale de          | 694               | 664               | |
| Scandia                          | Newell, comté de                                 | 154               | 137               | |
| Schuler                          | Cypress, comté de                                | 63                | 81                | |
| Seebe                            | Bighorn no 8, district municipal de              | 0                 | 0                 | |
| Seven Persons                    | Cypress, comté de                                | 231               | 239               | |
| Shaftesbury Settlement           | Peace no 135, district municipal de              | 50                | 69                | Appelé par erreur Shaftsbury Settlement par Statistique Canada. |
| Shaughnessy                      | Lethbridge, comté de                             | 384               | 401               | |
| Shepard                          | Rocky View, comté de                             | 10                | 20                | |
| Smith                            | Lesser Slave River no 124, district municipal de | 218               | 229               | |
| South Cooking Lake               | Strathcona, comté de                             | 288               | 292               | |
| Springbrook                      | Red Deer, Comté de                               | 1 079             | 956               | |
| Spruce Lane Acres                | Red Deer, Comté de                               | 101               | 112               | |
| Spruce View                      | Red Deer, Comté de                               | 163               | 174               | |
| Saint-Isidore                    | Northern Sunrise, comté de                       | 218               | 211               | |
| Suffield                         | Cypress, comté de                                | 264               | 224               | |
| Sundance Power Plant             | Parkland, comté de                               | 0                 | 0                 | |
| Sunnyslope                       | Kneehill, comté de                               | 26                | 23                | |
| Sunset Acres                     | Lethbridge, comté de                             | 61                | 63                | |
| Sunset View Acres                | Parkland, comté de                               | 97                | 103               | |
| Swalwell                         | Kneehill, comté de                               | 101               | 109               | |
| Swan City Trailer Court (en)     | Grande Prairie no 1, comté de                    | 289               | 178               | |
| Tawatinaw                        | Westlock, comté de                               | 10                | 10                | |
| Tees                             | Lacombe, comté de                                | 77                | 76                | |
| Tilley                           | Newell, comté de                                 | 352               | 381               | |
| Tomahawk                         | Parkland, comté de                               | 65                | 65                | |
| Torrington                       | Kneehill, comté de                               | 179               | 184               | |
| Triple-L-Trailer Court           | Grande Prairie no 1, comté de                    | 199               | 95                | |
| Trout Lake                       | Opportunity no 17, district municipal de         | 344               | 343               | |
| Turin                            | Lethbridge, comté de                             | 106               | 103               | |
| Twin Butte                       | Pincher Creek no 9, district municipal de        | 10                | 10                | |
| Upper and Lower Viscount Estates | Sturgeon, comté de                               | 214               | 222               | |
| Upper Manor Estates              | Sturgeon, comté de                               | 710               | 376               | |
| Valhalla Centre                  | Grande Prairie no 1, comté de                    | 45                | 60                | |
| Villeneuve                       | Sturgeon, comté de                               | 136               | 91                | |
| Vimy                             | Westlock, comté de                               | 205               | 187               | |
| Wabasca                          | Opportunity no 17, district municipal de         | 1 302             | 1 156             | |
| Walsh                            | Cypress, comté de                                | 58                | 55                | |
| Waterton Park                    | District d'amélioration no 4                     | 88                | 160               | |
| Westbrooke Crescents             | Parkland, comté de                               | 247               | 253               | |
| Westlake Estates                 | Parkland, comté de                               | 196               | 242               | |
| Whitelaw                         | Fairview no 136, district municipal de           | 134               | 136               | |
| Widewater                        | Lesser Slave River no 124, district municipal de | 351               | 160               | |
| Wildwood                         | Yellowhead, district municipal de                | 294               | 277               | |
| Wimborne                         | Kneehill, comté de                               | 31                | 28                | |
| Winfield                         | Wetaskiwin no 10, comté de                       | 224               | 249               | |
| Woking                           | Saddle Hills, comté de                           | 106               | 99                | |
| Woodbend Crescent                | Parkland, comté de                               | 104               | 105               | |
| Woodland Hills                   | Red Deer, Comté de                               | 146               | 126               | |
| Woodland Park                    | Parkland, comté de                               | 394               | 375               | |
| Zama City                        | Mackenzie, comté de                              | 93                | 225               | |

## Anciennes localités désignées
T & E Trailer Park, situé dans la cité de Grande Prairie, a été reconnue comme une localité désignée lors du recensement du Canada de 2006,.